# 고령 박씨
고령 박씨(高靈朴氏)는 경상북도 고령군을 관향으로 하는 한국의 성씨이다.

## 역사
고령 박씨(高靈 朴氏) 시조 박언성(朴彦成)은 박혁거세의 29세손인 신라 경명왕의 둘째 아들 고양대군(高陽大君)이다.
고령 박씨는 조선시대에 문과 급제자 56명, 상신 1명, 청백리 4명을 배출하였다.

## 분파
어사공(御史公) 박섬(朴暹), 부창정공(副倉正公) 박환(朴還), 주부공(主簿公) 박연(朴連)을 중시조로 하는 3파가 형성되었다.
- 교수공파(敎授公派)
- 영참판공파(嶺參判公派)
- 직강공파(直講公派)
- 승지공파(承旨公派)
- 경참판공파(京參判公派)
- 진사공파(進士公派)
- 읍취헌공파(挹翠軒公派)
- 사정공파(司正公派)
- 현감공파(縣監公派)
- 무숙공파(武肅公派)
- 감사공파(監司公派)
- 참의공파(參議公派)
- 판관공파(判官公派)
- 소윤공파(少尹公派)
- 우윤공파(右尹公派)
- 백산공파

## 인물
- 박은(朴誾, 1479년 ~ 1504년) : 1496년(연산군 2) 식년문과에 병과로 급제하여, 정자, 수찬, 경연관을 지냈으나 갑자사화 때 사형 당했다. 1507년(중종 2) 신원되고 도승지로 추증되었다.
- 박공량(朴公亮, ? ~ 1556년) : 1538년(중종 33) 별시 문과에 급제하여 명종 때 공조참판을 거쳐 첨지중추부사에 이르렀다.
- 박경업(朴慶業, 1568년 ~ ?) : 1594년(선조 27) 별시문과에 병과로 급제하여 사헌부지평·장령·사간원정언 등을 지냈다.
- 박장원(朴長遠, 1612년 - 1671년) : 현종 때 이조판서, 공조판서, 대사헌, 예조판서, 한성부 판윤, 개성부 유수를 지냈다.
- 박문수(朴文秀, 1691년 ~ 1756년) : 1723년(경종 3) 증광 문과에 급제해 병조판서, 황해도수군절도사, 호조판서, 판의금부사, 예조판서 등을 역임하고, 우참찬에 올랐다. 소론에 속하였다. 시호는 충헌(忠憲)이다.
- 박영원(朴永元, 1791년 ~ 1854년) : 1816년 식년 문과에 병과로 급제하고, 철종 때 좌의정에 이르렀다. 시호는 문익(文翼)이다.
- 박정희(朴正熙, 1917년 ~ 1979년) : 대한민국 제5·6·7·8·9대 대통령
- 박재윤(朴在潤, 1941년 ~ ) : 제38대 재무부 장관
- 박근혜(朴槿惠, 1952년 ~ ) : 대한민국 제18대 대통령
- 박병석(朴炳錫, 1952년 ~ ) : 제16~21대 국회의원, 제21대 전반기 국회의장

## 항렬자
- 시중공파, 유수공파, 문열공파(중시조로 1세)

| 26세                 | 27세                 | 28세                       | 29세                       | 30세                 | 31세                       | 32세                 | 33세                       | 34세          | 35세              | 36세          | 37세              | 38세          | 39세              | 40세          |
| -------------------- | -------------------- | -------------------------- | -------------------------- | -------------------- | -------------------------- | -------------------- | -------------------------- | ------------- | ----------------- | ------------- | ----------------- | ------------- | ----------------- | ------------- |
| 이(履) 우(羽) 규(奎) | 영(永) 담(覃) 현(賢) | 口빈(彬) 口대(大) 口영(英) | 口희(熙) 口인(仁) 口하(河) | 재(在) 환(煥) 인(仁) | 口용(鏞) 口배(培) 口열(烈) | 호(浩) 우(遇) 재(在) | 口구(九) 口윤(胤) 口흠(欽) | 병(炳) 남(南) | 口하(河) 口래(來) | 성(成) 재(載) | 口기(起) 口홍(弘) | 경(慶) 강(康) | 口신(新) 口재(宰) | 중(重) 병(秉) |

## 조선 왕실과의 인척관계
- 임언군(정종의 서자)의 부인 영천군부인 고령 박씨
- 경종비 단의왕후의 어머니 영원부부인(靈原府夫人) 고령 박씨 - 경종 국구 청은부원군(靑恩府院君) 심호의 부인, 경종의 장모

## 문화재
- 고령 박씨 종중재실

## 인구
- 1985년 8,541가구 35,527명
- 2000년 12,301가구 39,239명
- 2015년 43,774명

## 참고 자료
- “고령박씨(高靈朴氏)”. 뿌리를 찾아서.[깨진 링크(과거 내용 찾기)]